# Gastronomía de Hesse

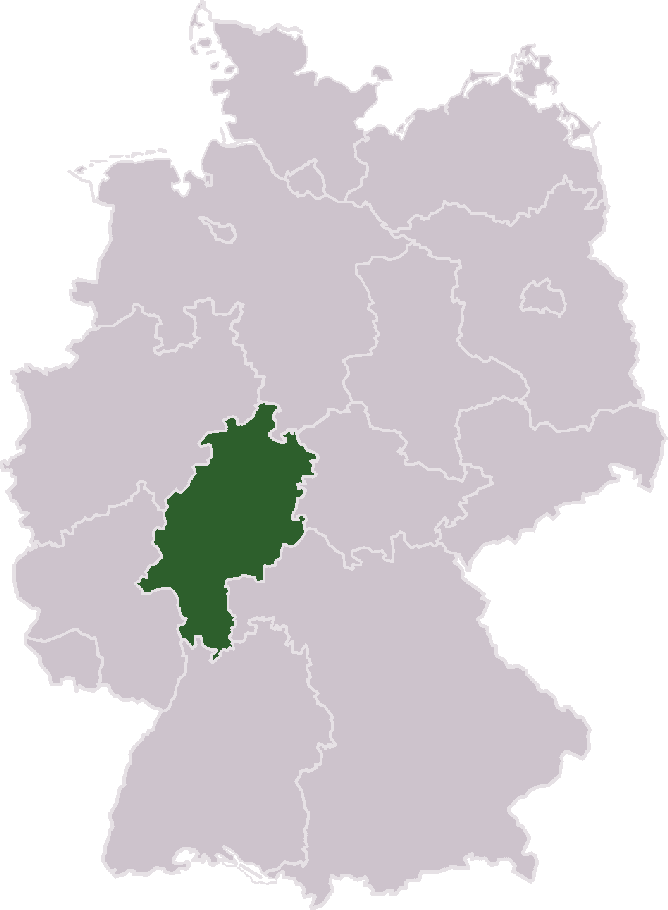
Ubicación de Hesse en el mapa de Alemania.

La Gastronomía de Hesse es el conjunto de tradiciones culinarias y costumbres gastronómicas de la comarca de Hesse (Alemania). Se puede decir que la cocina tradicional de Hesse es un conjunto de recetas interdependientes de sus comarcas vecinas durante muchos años. La cocina de esta comarca posee en cada plato muchas variantes debido a que cada familia tiene tradiciones diferentes de elaboración de sus propios platos, no obstante las influencias provienen del norte de cocina del Turingia y por el sur con las especialidades de la cocina de Franconia. 
Es muy típico de la cocina de Hesse los platos con bases de patatas y pan. En algunos casos es muy similar a la Pizza italiana en la que hay pan extendido sobre el que se añaden diferentes alimentos, existen diferentes variantes de pan: Bloatz, Zwiebelkuchen (con cebollas), Speckkuchen (con tocino), etc.
La comarca de Hesse es una de las comarcas vinícolas de Alemania Rheinhessen Weingebiete.

## Platos principales
Grüne Soße con patatas cocidas en su piel,
Nordhessische Bratwurst (muy similar a la Thüringer Rostbratwurst), Frankfurter Rippchen, Zwiebelkuchen, Auflauf, Speckkuchen, Reibekuchen con puré de manzana.

## Tartas y bollos
Frankfurter Kranz, Blechkuchen, con los diferentes acompañamientos: Zwetschen, Manzanas, Streusel, Almendras, Bienenstich), Kreppel, Kartoffeldätscher.

## Salchichas y embutidos
- Handkäs mit Musik (cebolla picada en vinagreta con alcaravea)
- Kochkäse
- Spundekäs
- Schwartenmagen
- Frankfurter Würstchen
- Ahle Wurst
- Zwetschgenmus
- Rindswurst